# Franz Lachner
Franz Paul Lachner (ur. 2 kwietnia 1803 w Rain, zm. 20 stycznia 1890 w Monachium) – niemiecki kompozytor, organista i dyrygent. 

## Życiorys
Od 1823 organista w kościele ewangelicko-augsburskim w Wiedniu. Pracował jako kapelmistrz Theater am Kärntnertor w Wiedniu, od 1836 jako kapelmistrz nadworny w Monachium, a od 1852 również jako dyrektor generalny. Należy on do znakomitszych kompozytorów symfonicznych tego okresu. Z licznych jego dzieł najwyżej ceni się 8 symfonii (z nagrodzoną w Wiedniu Sinfonia passionata), dzieła orkiestrowe, pieśni jednogłosowe i większe kompozycje na chóry męskie. Spośród oper sukces odniosła jedynie Caterina Cornaro. Z innych dzieł ceniono jego Requiem.
Jako dyrygent przyczynił się do wykształcenia artystycznego gustu monachijskiego środowiska muzycznego, wystawiając m.in. dramaty muzyczne Wagnera.
Odznaczony bawarskim Orderem Maksymiliana (1853). Został pochowany na Starym Cmentarzu Południowym w Monachium.
Jego bracia Ignaz i Vinzenz oraz brat przyrodni Theodor także byli kompozytorami.